# إيفري (مدينة)
ايفري (بالفرنسية: Evry) هي بلدية فرنسية تابعة لإقليم إيسون في إيل دو فرانس وتقع في شمال فرنسا وهي اليوم ضاحية لباريس ويسكنها حوالي 52403 نسمة حسب إحصائيات سنة 2009.

## الموقع
ايفري بلدية فرنسية تقع ستة وعشرين كيلومترا إلى الجنوب الشرقي من باريس، في اقليم ايسون، في إيل دي فرانس. وهي المدينة الرئيسية للإقليم وتعتبر منطقتها أكبر المناطق الشمالية والجنوبية فيه، ومن أشهر معالمها مقر منطقة العاصمة وأبرشية ايفري كوربيل وعمادة إيفري.

## التاريخ
كانت ايفري قرية زراعية على ضفاف نهر السين قريبة من القلاع الملكية حتى عام 1950، حينها تم تسميتها مدينة جديدة حين بلغ عدد سكانها خمسين ألف نسمة وازدهرت منذ ذلك الحين. وهي تعتبر مركزاً تعليمياً وعاصمة للبحوث الاقتصادية في فرنسا، وبها أكثر من ألفي شركة ومؤسسة، وتتميز بتنوع ثقافي وديني وعرقي.

## توأمة
لإيفري (مدينة) اتفاقيات توأمة مع كل من:
- ترويسدورف
- خان يونس
- London Borough of Bexley [الإنجليزية]‏
- كايس
- نوفي تارغ

## أعلام
- عامر بوعزة
- مايكل د. ألميدا
- فنسنت روتيرس
- هوبولانغ مينديس
- ادرين هونو
- ميشيل ملكي

## مقالات ذات صلة
- مسجد ايفري كوركورون

## روابط
- الموقع الرسمي لعمادة المدينة